# Liste des plus hauts gratte-ciel de Gold Coast
Depuis la construction du Surfers Aquarius en 1980, une quarantaine de gratte-ciel (immeuble d'au moins 100 mètres de hauteur) ont été construits à Gold Coast en Australie, pour abriter les nombreux touristes de cette station balnéaire, dont la Q1 Tower qui en 2014 était le plus haut gratte-ciel d'Australie avec 322 mètres de hauteur et 80 étages.
En mars 2016 la liste des immeubles d'au minimum 120 mètres de hauteur est la suivante d'après Emporis;

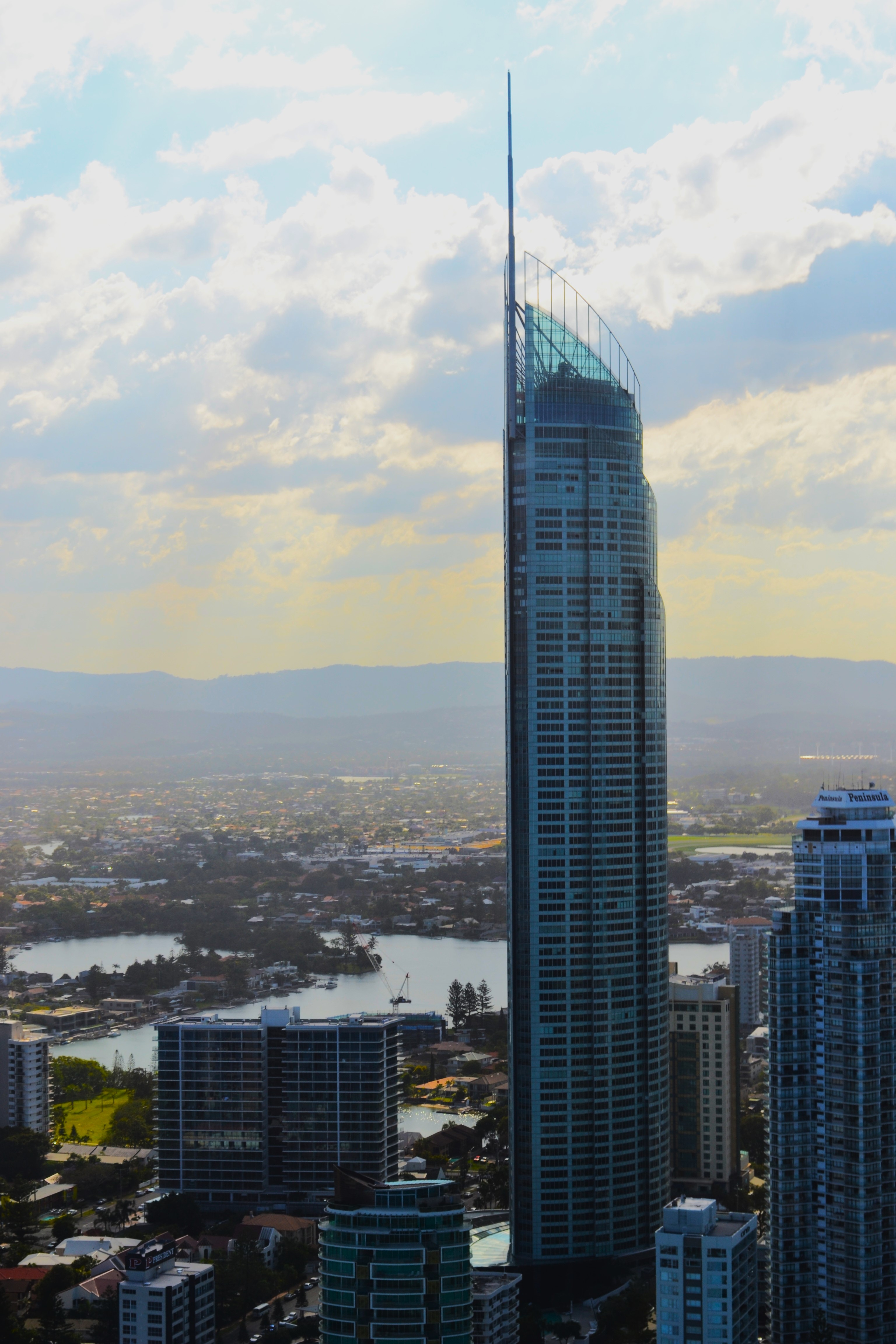
Q1 Tower

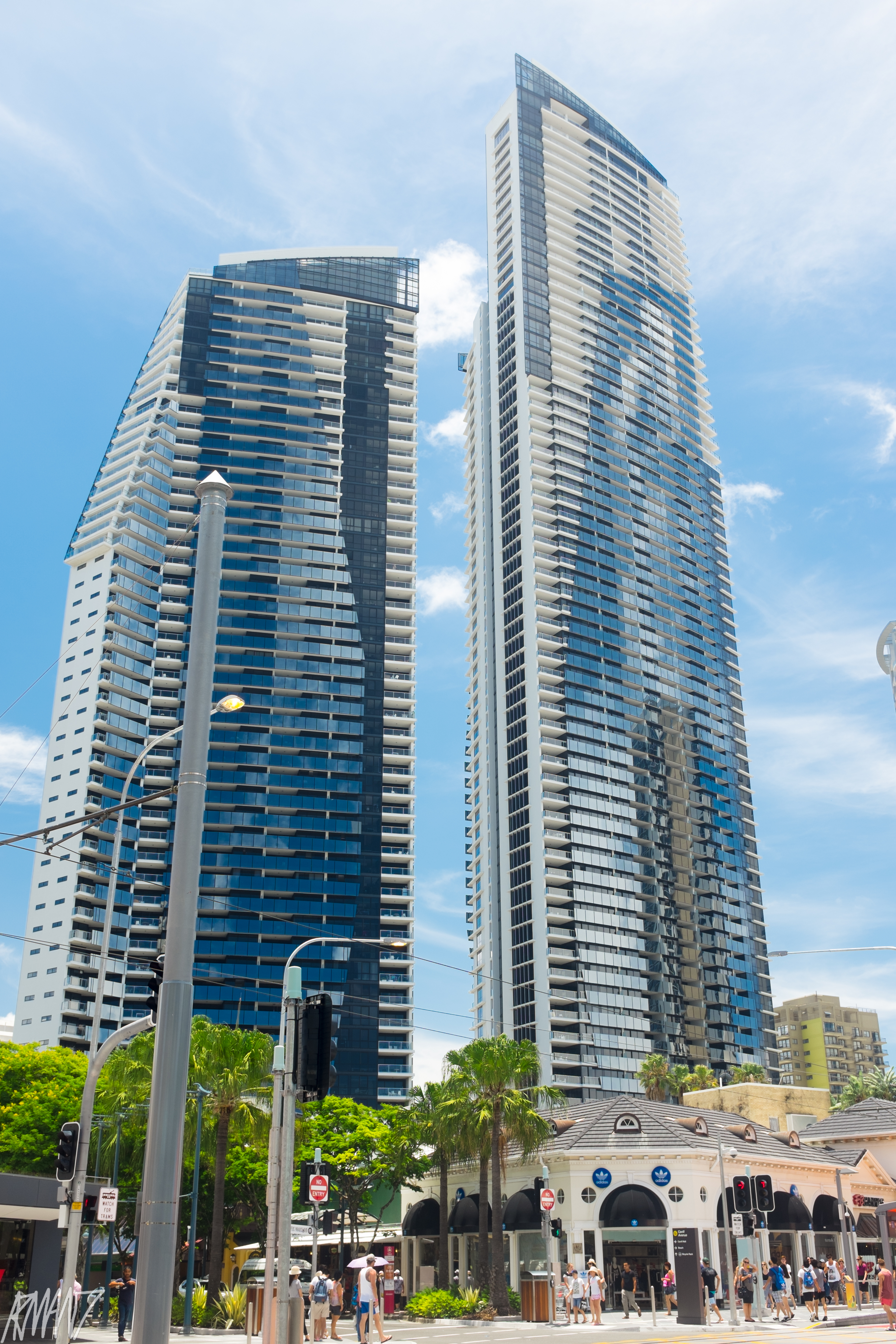
Circle on Cavill

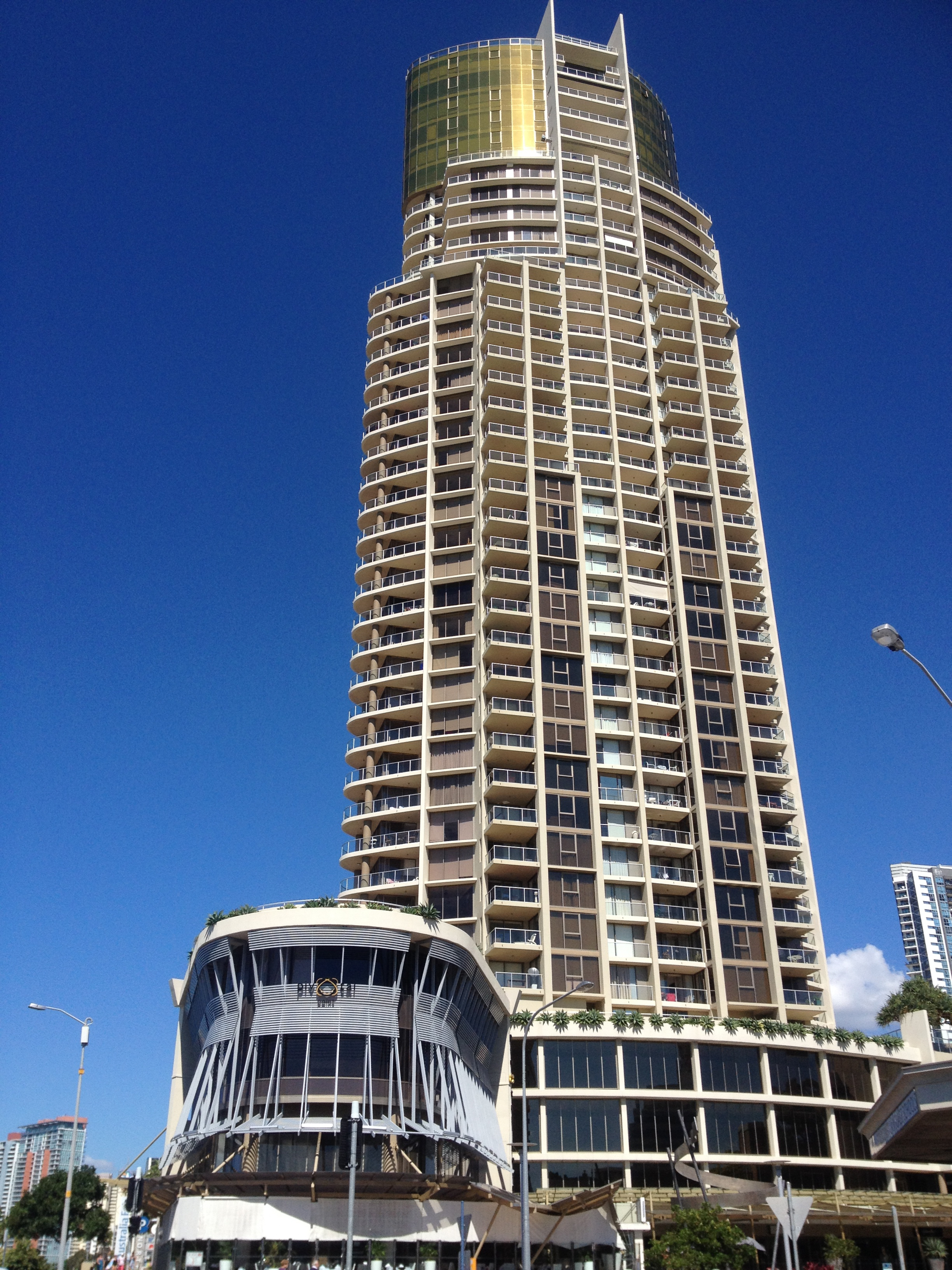
Pivotal Point

| Rang | Nom                                         | Hauteur | Étages | Année |
| ---- | ------------------------------------------- | ------- | ------ | ----- |
| 1    | Q1 Tower                                    | 322 m   | 80     | 2005  |
| 2    | Soul (Gold Coast)                           | 243 m   | 76     | 2012  |
| 3    | Circle on Cavill North Tower                | 220 m   | 70     | 2007  |
| 4    | Hilton Surfers Hotel & Residences           | 186 m   | 57     | 2011  |
| 5    | Sundale                                     | 177 m   | 55     | 2016  |
| 6    | The Oracle (Beach Tower)                    | 165 m   | 50     | 2010  |
| 7    | Skyline North Tower                         | 158 m   | 50     | 2004  |
| 7    | Circle on Cavill South Tower                | 158 m   | 50     | 2006  |
| 9    | Skyline Tower                               | 146 m   | 40     | 2002  |
| 10   | The Grand Mariner                           | 139 m   | 43     | 1992  |
| 11   | Breakfree Peninsula                         | 137 m   | 47     | 1982  |
| 12   | The Oracle (Hinterland Tower)               | 135 m   | 40     | 2010  |
| 13   | GCI North (West Tower)                      | 132 m   | 42     |       |
| 14   | Air on Broadbeach                           | 131 m   | 37     | 2005  |
| 15   | Mantra Sun City                             | 130 m   | 42     | 1999  |
| 15   | Southport Central (Tower B)                 | 130 m   | 40     | 2007  |
| 16   | Southport Central (Tower A)                 | 127 m   | 40     | 2006  |
| 16   | Skyline Central Tower                       | 127 m   | 40     | 2004  |
| 18   | Southport Central (Tower C)                 | 126 m   | 39     | 2009  |
| 19   | Crown Towers Resort                         | 125 m   | 41     | 1998  |
| 20   | Pivotal Point                               | 124 m   | 40     | 2004  |
| 21   | Victoria Towers                             | 123 m   | 35     | 2010  |
| 22   | Hilton Surfers Residences (Boulevard Tower) | 120 m   | 34     | 2010  |